# Maître Paul

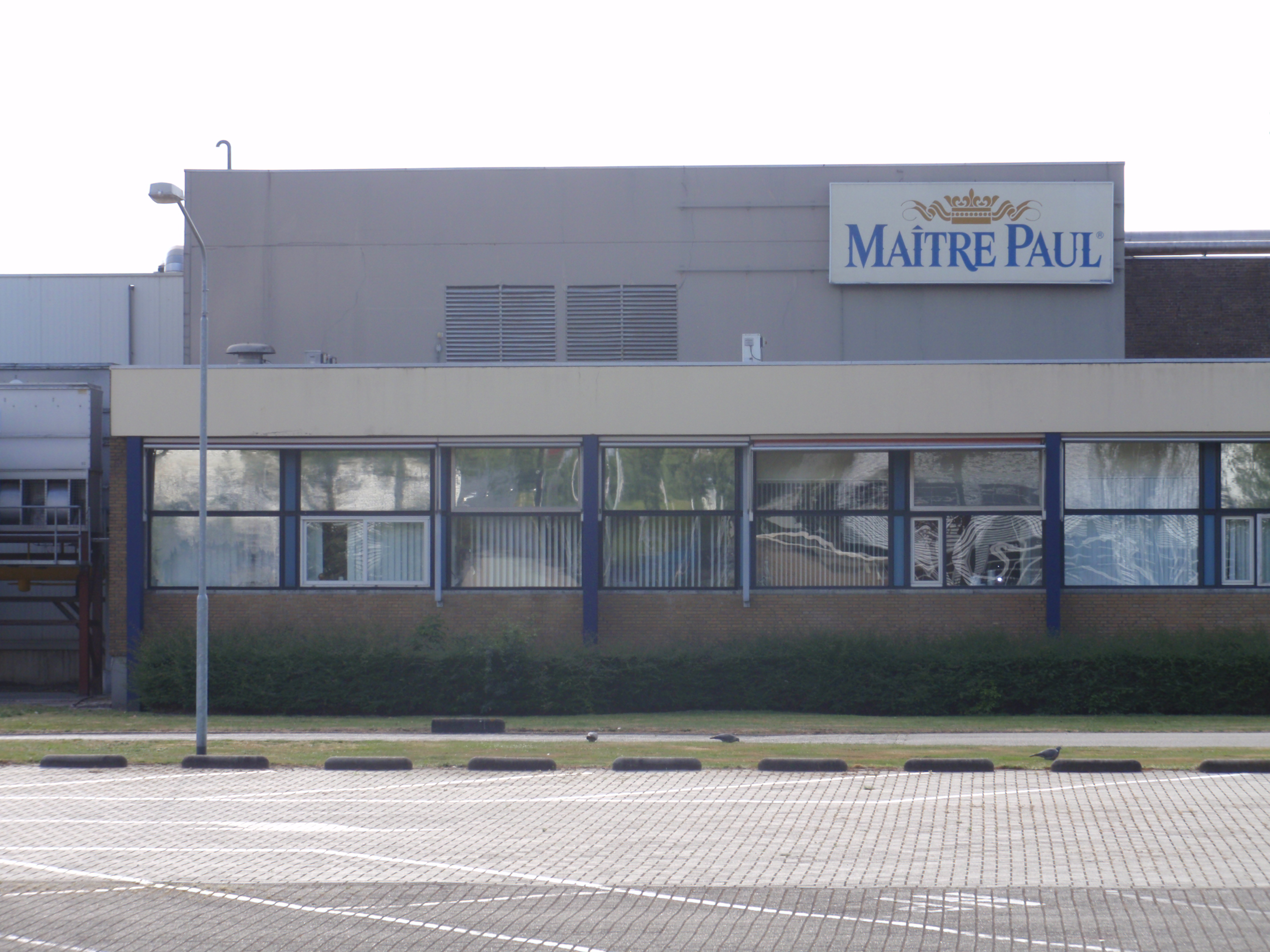
Maître Paul (Tilburg)

Maître Paul Corporate is een bedrijf in de Nederlandse stad Tilburg (provincie Noord-Brabant) dat op industriële wijze banket produceert voor de Japanse markt. De hoofdactiviteit is het produceren van diepvriesgebak. Het bedrijf telt 30 werknemers en was een van de grootste banketbakkerijen in Nederland met een productie van circa 50.000 taarten en 120.000 tompoucen per dag. Het bedrijf werd op 30 september 2020 failliet verklaard, maar maakte kort daarna een doorstart.
De producten werden geleverd in Nederland, België, Duitsland, Groot-Brittannië, Ierland en Frankrijk. Tegenwoordig maakt het uitsluitend nog taarten voor de Japanse markt in opdracht van moederbedrijf Châteraisé.

## Geschiedenis
Het bedrijf Maître Paul is in 1984 ontstaan door een fusie van Bakkerij Albro, behorende bij het Albert Heijn-supermarktconcern, en Carels Banketbakkerij, onderdeel van Meneba. Beide firma's bleven aanvankelijk aandeelhouder. In 1988 was de positie onder de merknaam Maître Paul binnen de Nederlandse retailmarkt gegroeid naar een marktaandeel van 30%. 
In 1989 werd het belang van Albert Heijn overgenomen door het Duitse Milchhof Eiskrem GmbH, later bekend als Schöller. Dezelfde firma nam in 1991 ook de aandelen van Meneba over. In hetzelfde jaar nam Maître Paul ook het bedrijf Foodstudio en diens merk Canaby over.
In 1996 werd onder de merknaam Tommies de roze mini-tompouce op de markt gebracht. 
In 2001 werd Schöller overgenomen door het Zwitserse Nestlé-concern.
In 2008 nam de investeringsmaatschappij Clearwood (waarvan Maître Paul-directeur Ernst Jan Broer van een van de vijf eigenaars is) samen met Fortis Private Equity Maître Paul over van de Zwitsers en daarmee kwam het bedrijf weer terug in Nederlandse handen. In 2009 nam Clearwood de aandelen van Fortis over.
In 2012 nam het Japanse Châteraisé Maître Paul over.
In 2019 verwoestte een brand op het industrieterrein onder andere een deel van het pand van Maître Paul.
In 2020 vroeg de Japanse moedermaatschappij het faillissement aan, een jaar na de verwoestende brand. Hierna werd een doorstart gemaakt in afgeslankte vorm.

## Merken
- Onder de merknaam Maître Paul werd diepvriesgebak en -taarten voor consumenten verkocht.
- Het merk Carlton was gericht op de Britse en Ierse markt
- Het merk Carnaby voor grootverbruikers zoals de horeca.
- Het merk Bakery to Bakery voor producten die in de detailhandel, zoals bakkerijen, werden verkocht.